# エンリコ・アンノーニ
エンリコ・アンノーニ（Enrico Annoni、1966年7月10日 - ）は、イタリア・ジュッサーノ出身の元サッカー選手。現役時代のポジションはDF。技術はあまり高く無かったが、フィジカルが強く、常に闘志あふれるプレーで所属したチームのファンから人気を集めた。

## 経歴
コモに所属していた、1987年9月13日にリーグ開幕節のユヴェントス戦でセリエAデビューを果たした。
1990年にトリノに加入、通算147試合に出場した。1991-92シーズン、リーグ戦の3位とUEFAカップの準優勝、1992-93シーズンのコッパ・イタリア制覇などに貢献し、ファンからはチームのシンボル的存在として見られ、ターザンの二ックネームで愛された。後にチームの殿堂入りを果たした。
1994-95シーズン、カルロ・マッツォーネが獲得を希望してASローマに移籍、ここでの3シーズンのうち2シーズンはレギュラーを務め、ここでもファンに愛される存在となった。
1997年から1999年のシーズン途中にかけてはセルティックFCでプレーした。

## タイトル
トリノ
- UEFAカップ準優勝 : 1991-92
- コッパ・イタリア : 1992-93
- ミトローパ・カップ : 1991
- トリノの殿堂

セルティック
- スコティッシュ・プレミアリーグ : 1997-98
- スコティッシュリーグカップ : 1997-98